# Cordyla

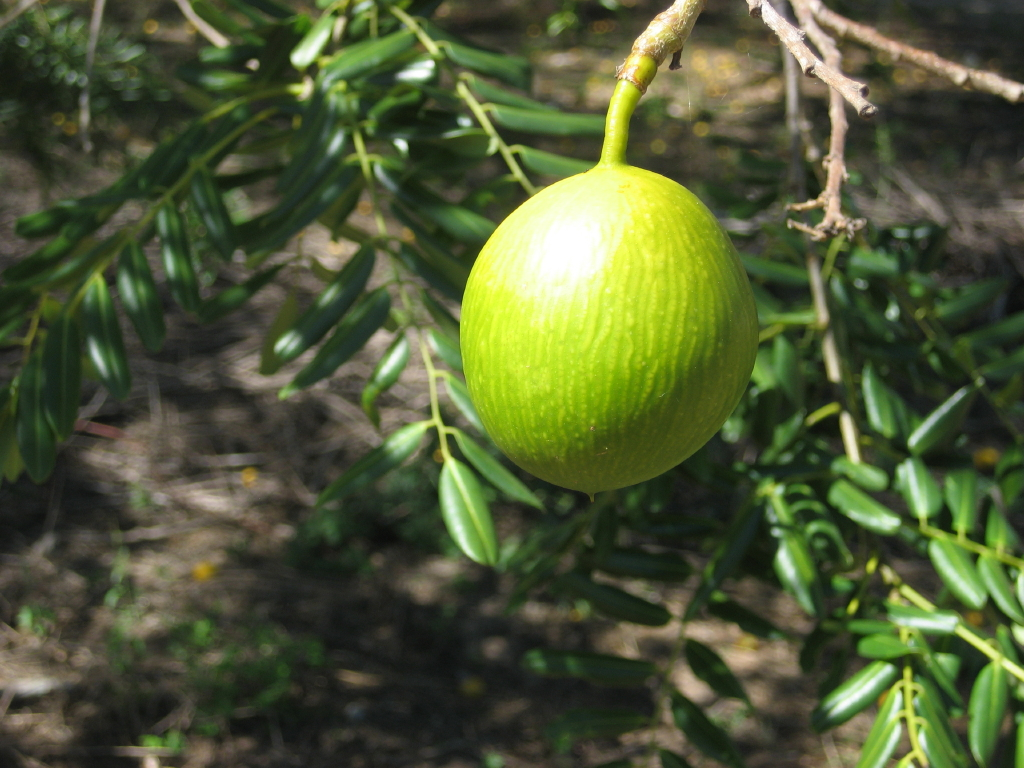
Plod Cordyla africana

Cordyla je rod rostlin z čeledi bobovité (Fabaceae). Jsou to opadavé stromy a keře s lichozpeřenými listy a bezkorunnými květy. Jsou výjimečné množstvím nápadných tyčinek v květech a zejména pro bobovité netypickými plody s měkkou dužninou, připomínajícími peckovici. Rod zahrnuje 5 druhů a je rozšířen výhradně v subsaharské Africe. Plody Cordyla africana jsou jedlé.
V minulosti byly součástí rodu i dva madagaskarské druhy, které byly v roce 2005 přeřazeny do samostatného rodu Dupuya.

## Popis
Zástupci rodu Cordyla jsou beztrnné, opadavé stromy nebo keře. Listy jsou lichozpeřené, složené ze střídavých až téměř vstřícných, řapíčkatých lístků. Na ploše lístků bývají průsvitné tečky nebo linie. Palisty jsou úzce kopinaté, opadavé. Květy jsou uspořádány v krátkých, hustých, úžlabních hroznech nebo ve svazečcích na uzlinách starších větví. Kalich je kuželovitý, v poupěti celistvý a v průběhu rozvoje květu pukající na 3 až 5 laloků. Koruna chybí. Tyčinek je mnoho (až 300) a jsou volné nebo na bázi krátce srostlé. Semeník je dlouze stopkatý, s mnoha vajíčky a krátkou kónickou čnělkou zakončenou drobnou vrcholovou bliznou. Plody jsou velké a stopkaté, elipsoidní až podlouhlé nebo válcovité. Plody připomínají peckovici, z vnějšku jsou kožovité, uvnitř s dužninou. Obsahují 4 až 6 semen.

## Rozšíření
Rod Cordyla zahrnuje 5 druhů a je rozšířen výhradně v subsaharské Africe. Většina druhů se vyskytuje ve východní polovině Afriky, s výjimkou druhu Cordyla pinnata, který má rozsáhlý areál v rovníkové západní a středozápadní Africe. Velký areál má také Cordyla africana, rozšířená od Keni až po Jihoafrickou republiku.
Rostliny se nejčastěji vyskytují v sezónně suchých lesích a v keřovité vegetaci, často na svazích kopců, též na aluviálních půdách v povodí větších řek.

## Taxonomie
Rod v minulosti zahrnoval i dva druhy, vyskytující se na Madagaskaru. Oba byly v roce 2005 na základě morfologie přeřazeny do nového rodu Dupuya.

## Ekologické interakce
Květy Cordyla africana jsou opylovány strdimily, které láká sladký nektar. Plody s měkkou dužninou jsou vyhledávány slony, kteří následně rozšiřují semena po rozlehlých územích.

## Význam
Druh Cordyla africana má žluté plody s měkkou, sladkou a jedlou dužninou s vysokým obsahem vitamínu C. V Africe se plodům místně říká pralesní mango (bush mango). Jedlé jsou i plody C. richardii, mají však nepříjemný zápach. Vyhledávají je zejména sloni i jiná divoká zvířata. Duté kmeny starých stromů slouží k výrobě bubnů a kánoí. Ve větévkách a nezralých plodech je obsažen bílý latex, z něhož se místně získává guma.

## Přehled druhů a jejich rozšíření
- Cordyla africana – tropická východní Afrika až Jižní Afrika
- Cordyla densiflora – Tanzanie
- Cordyla pinnata – rovníková západní a středozápadní Afrika
- Cordyla richardii – Súdán a Uganda
- Cordyla somalensis – Etiopie[4]